# Prix national d'arts plastiques du Venezuela
Le prix national d'arts plastiques du Venezuela est un prix annuel décerné à divers artistes du Venezuela, spécifiquement dans le domaine du dessin, de la gravure et du dessin pictural[évasif]. Il est l'un des prix nationaux de la culture.
Cette récompense est délivrée en continu depuis 1947. Dans la livraison 1952 arrêté pendant environ 19 ans, a repris en 1971.[pas clair] L'attribution de la subvention se fait sur une base annuelle depuis sa première édition jusqu'en 2001, quand il a pris une biennale. Une exception à cette règle c'était en 2003, quand il a attendu trois ans pour donner la sentence suivante, puis revenez à la livraison biennal.[pas clair]

## Liste des gagnants
| Année     | Artiste                   | Image |
| --------- | ------------------------- | ----- |
| 1947      | Mateo Manaure             |       |
| 1948      | Carlos González Bogen     |       |
| 1949      | Juan Vicente Fabbiani     |       |
| 1950      | Ramón Vásquez Brito       |       |
| 1951      | Alirio Oramas             |       |
| 1952      | Oswaldo Vigas             |       |
| 1953-1970 | No se entregó             |       |
| 1971      | Carlos Cruz-Díez,         |       |
| 1972      | Omar Carreño,             |       |
| 1973      | Manuel Quintana Castillo, |       |
| 1974      | Carlos Otero,             |       |
| 1975      | Mario Abreu               |       |
| 1976      | Braulio Salazar           |       |
| 1977      | Alirio Palacios           |       |
| 1978      | Mercedes Pardo,           |       |
| 1979      | Gego,                     |       |
| 1980      | Pedro León Zapata         |       |
| 1981      | Luisa Richter,            |       |
| 1982      | Luis Domínguez Salazar    |       |
| 1983      | Marisol Escobar           |       |
| 1984      | Jesús-Rafael Soto,        |       |
| 1985      | Héctor Poleo              |       |
| 1986      | Manuel Espinoza           |       |
| 1987      | Sofía Ímber,              |       |
| 1988      | Juan Félix Sánchez        |       |
| 1989      | Gerd Leufert              |       |
| 1990      | Miguel Von Dangel         |       |
| 1991      | Nelson Garrido            |       |
| 1992      | Miguel Arroyo             |       |
| 1993      | Nedo Mion Ferrario,       |       |
| 1994      | Gabriel Bracho            |       |
| 1995      | Claudio Perna             |       |
| 1996      | Juan Calzadilla           |       |
| 1997      | Diego Barboza             |       |
| 1998      | Édgar Sánchez             |       |
| 1999      | Víctor Hugo Irazábal,     |       |
| 2000      | María Antonieta Sosa      |       |
| 2001      | Santiago Pol              |       |
| 2003      | Ender Cepeda              |       |
| 2006      | Lía Bermúdez              |       |
| 2008      | Juvenal Ravelo            |       |
| 2010      | Azalea Quiñones           |       |
| 2012      | José Antonio Dávila       |       |

### Vidéos
- Youtube: José Antonio Dávila - Premio Nacional de Cultura 2010 2012
- Youtube:Juan Calzadilla (Premio Nacional de Cultura, mención Artes Plásticas, 1